# Hajófara csillagkép

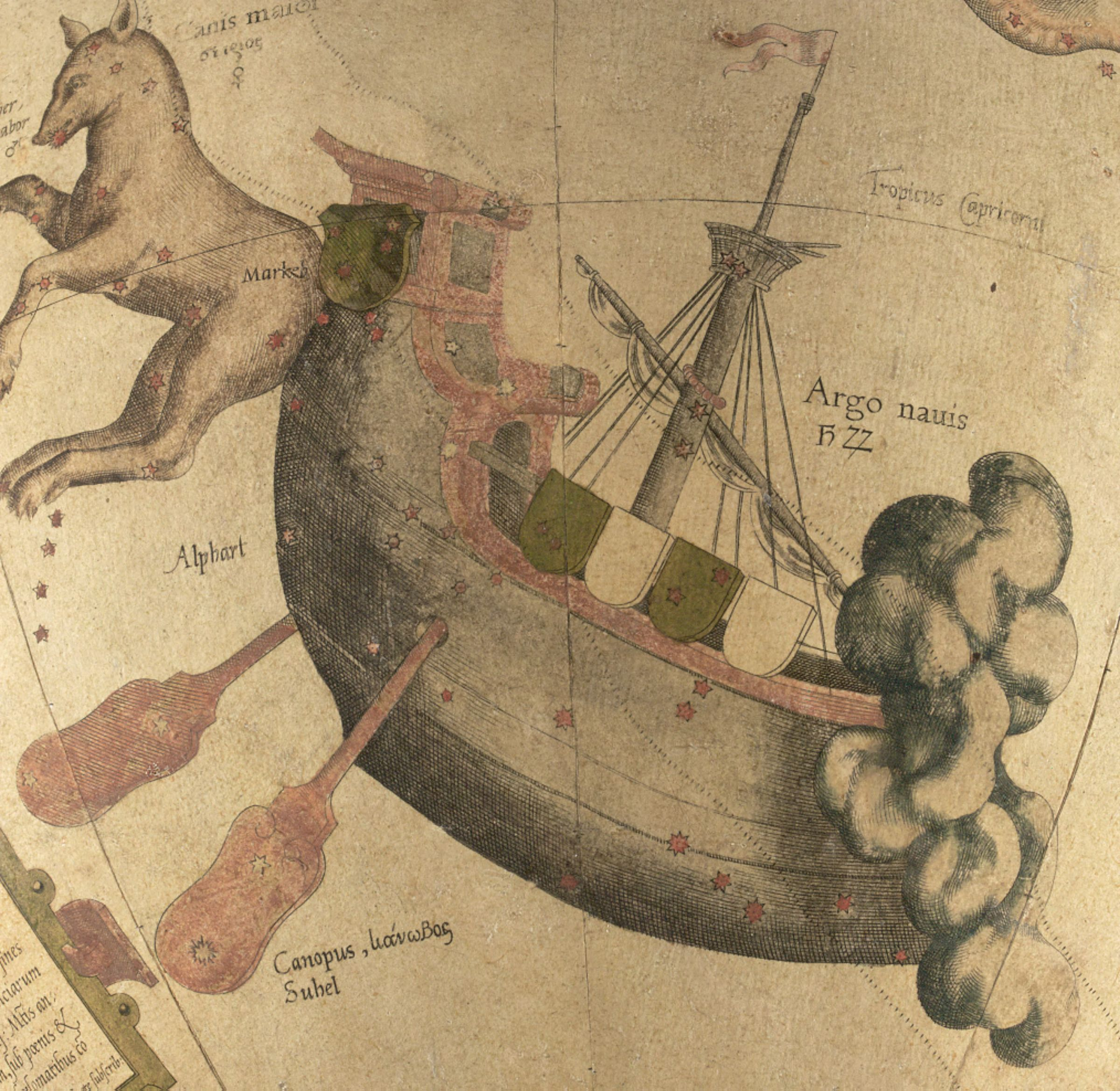
A csillagkép grafikus ábrázolása a The Mercator Globes kiadványban

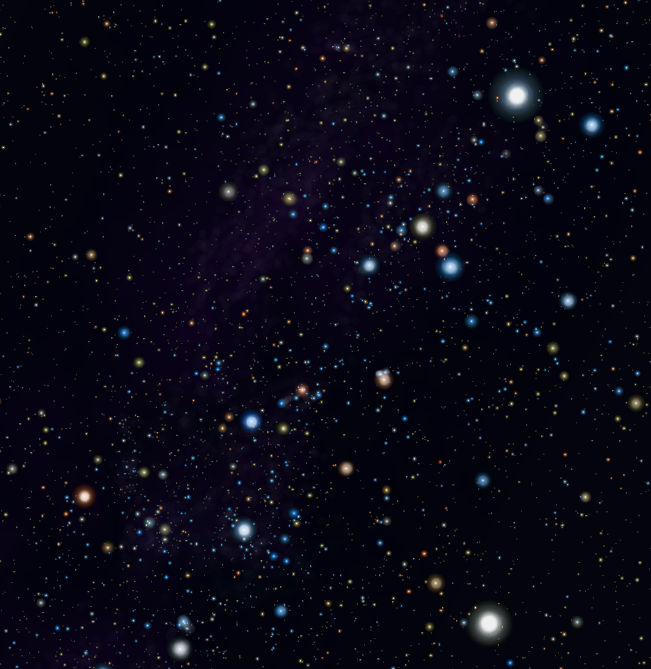
A Hajófara csillagkép

A Hajó Fara (latin: Puppis) egy csillagkép.

## Története, mitológia
A csillagkép az egykori Argo Navis (Argonauták hajója) csillagkép három (egyesek szerint négy) részre bontott legnagyobb darabja.  A felbontás a Nemzetközi Csillagászati Unió által 1930-ban történt.
Az Argo Navis többi része a Hajógerinc csillagkép (Carina), a Vitorla csillagkép (Vela) és a Tájoló csillagkép (Pyxis)).

### Csillagok
- ζ Puppis - Naos (görögül hajó): fényrendje 2,21 magnitúdó. Sárga színű, forró csillag, O5 színképtípusú, távolsága 1400 fényév
- π Puppis - 2,71m, K4, 1100 fényév
- ρ Puppis - Turais, 2,83m, F6, 63 fényév
- ξ Puppis - Asmidiske (görög nyelven hajókorlát): 3 magnitúdójú sárga színű csillag, narancs színű ötödrendű kísérővel
- k Puppis: kékesfehér színű pár, mindkettő fényessége körülbelül 4,5m
- L1 Puppis: ötödrendű, kékesfehér színű csillag
- L2 Puppis: vörös színű óriáscsillag, 3-6 magnitúdó között ingadozik a fényessége
- V Puppis: 35 óránként 4,5-5m között változik a fényessége ennek a fedési kettőscsillagnak

### Mélyégobjektumok
A Hajófara csillagkép saját galaxisunk, azaz a Tejút egy igen fényes darabkáján fekszik. A csillagkép ezért fényes csillagokban gazdag és rengeteg olyan mély-ég objektum található benne amely a saját csillagvárosunkhoz tartozik. Területén leginkább nyílthalmazok, csillagcsoportok figyelhetőek meg, de akadnak diffúz ködök is. Legismertebb csillaghalmazok felfedezője e területen Charles Messier. A csillagkép területén fellelhető egy az M24-hez hasonlós csillagfelhő amely a déli féltekéről hasonló látványt nyújt; ezért is nevezik az M24 téli testvérének. Ez a felhő a csillagkép K-i részén helyezkedik el, s magában foglalja a fényes NGC 2546 nyílthalmazt is.
A csillagkép központi vidékén sok sötét köd észlelhető, melyek a Tejút fényes sávjára vetülve eltakarják a földi megfigyelő elől a csillagfényt. Az alábbi felsorolásban a legfényesebb objektumok szerepelnek:
- M46 (NGC 2437): nyílthalmaz
- M47 (NGC 2422): nyílthalmaz
- M93 (NGC 2447): nyílthalmaz
- NGC 2451: nyílthalmaz
- NGC 2477: nyílthalmaz
- NGC 2439: nyílthalmaz
- NGC 2546: nyílthalmaz
- NGC 2539: nyílthalmaz
- NGC 2298: gömbhalmaz - ezen a területen ritkák a gömbhalmazok!
- NGC 2467: nyílthalmaz és diffúz köd
- NGC 2440: planetáris köd a csillagkép É-i régiójában
- Cr 135: nyílthalmaz

## Fordítás
- Ez a szócikk részben vagy egészben  a   Puppis című angol Wikipédia-szócikk fordításán alapul.  Az eredeti cikk szerkesztőit annak laptörténete sorolja fel. Ez a jelzés csupán a megfogalmazás eredetét és a szerzői jogokat jelzi, nem szolgál a cikkben szereplő információk forrásmegjelöléseként.